# District de Kanowit
Le district de Kanowit (malais : Daerah Kanowit) est un district administratif de l'État malaisien du Sarawak, qui fait partie de la Division de Sibu. La capitale du district est dans la ville de Kanowit.

### Liens connexes
- Districts de Malaisie